# Los orígenes del totalitarismo
Los orígenes del totalitarismo (en inglés, The Origins of Totalitarianism) es un libro de Hannah Arendt que describe y analiza los dos movimientos totalitarios más importantes del siglo XX: el nazismo y el estalinismo. Publicado por primera vez en inglés en 1951, a menudo, es considerado el trabajo principal de la teórica política de Hannah Arendt. Le dedicó el libro a su esposo Heinrich Blücher, a quien le debía varias sugerencias para este trabajo.
Está compuesto por tres volúmenes: Antisemitism (Antisemitismo); Imperialism (Imperialismo) y Totalitarianism (Totalitarismo).

## Contenido
El libro describe el ascenso del antisemitismo en Europa central y occidental a inicios y mediados del siglo XIX y continúa con un análisis del Nuevo Imperialismo, período que va desde 1884 hasta el estallido de la Primera Guerra Mundial.
Arendt considera que, junto con la burocracia, el racismo es el rasgo principal del imperialismo colonialista, el cual se caracteriza por su expansión ilimitada. Tal expansión necesariamente se oponía y era hostil a la noción de un Estado nación con un territorio delimitado. Arendt rastrea las raíces del imperialismo moderno en la acumulación del exceso de capital en los Estados nación europeos durante el siglo XIX. Este capital, para ser productivo, exigía realizar inversiones fuera de Europa por lo que el control político debía expandirse para proteger tales inversiones. Luego, examina el «imperialismo continental» (pangermanismo y paneslavismo) y el surgimiento de movimientos que sustituyeron a los partidos políticos. Estos movimientos eran hostiles al Estado y antiparlamentaristas e institucionalizaron gradualmente el antisemitismo y otros tipos de racismo. Arendt concluye que mientras el fascismo italiano era un movimiento autoritario nacionalista, el nazismo y el estalinismo eran movimiento totalitarios que buscaban eliminar todas las restricciones al poder del Estado.

## Ediciones
Edición en español
- Arendt, Hannah (1974). Los orígenes del totalitarismo (1ª edición). Madrid: Taurus. ISBN 8430611223.
- Arendt, Hannah (1994). Los orígenes del totalitarismo (Guillermo Solana, trad.) 1. Barcelona: Planeta-Agostini. ISBN 9788439522416.
- Arendt, Hannah (1994). Los orígenes del totalitarismo (Guillermo Solana, trad.) 2. Barcelona: Planeta-Agostini. ISBN 9788439522423.
- Arendt, Hannah (1987). Los orígenes del totalitarismo (Guillermo Solana, trad.) 3. Barcelona: Planeta-Agostini. ISBN 9788420623351.
- Arendt, Hannah (2006). Los orígenes del totalitarismo. Madrid: Alianza Editorial. ISBN 8420647713.

Ediciones en inglés
- The Origins of Totalitarianism. Nueva York: Harcourt Brace & Co., 1951, 3 volúmenes.[2]
- 2.ª edición aumentada. Nueva York: Meridian Books, 1958.[3]
- 3.ª edición. Nueva York: Harcourt Brace & World, 1966.[4]
- 4.ª edición con prefacios inéditos. Nueva York: Harcourt, Brace, Jovanovich, 1973.[5]